# Filip I av Savojen
Filip I av Savojen, född 1207, död 1285, var regerande greve av Savojen från 1268 till 1285.